# كارا كينيدي
كارا كينيدي (بالإنجليزية: Kara Kennedy)‏ (و. 1960 – 2011 م) هي منتجة تلفزيونية من الولايات المتحدة الأمريكية . ولدت في برونكسفيل .
توفيت في واشنطن العاصمة .بسبب نوبة قلبية .

## التعليم
تعلمت في جامعة تافتس.